# Allium suworowii

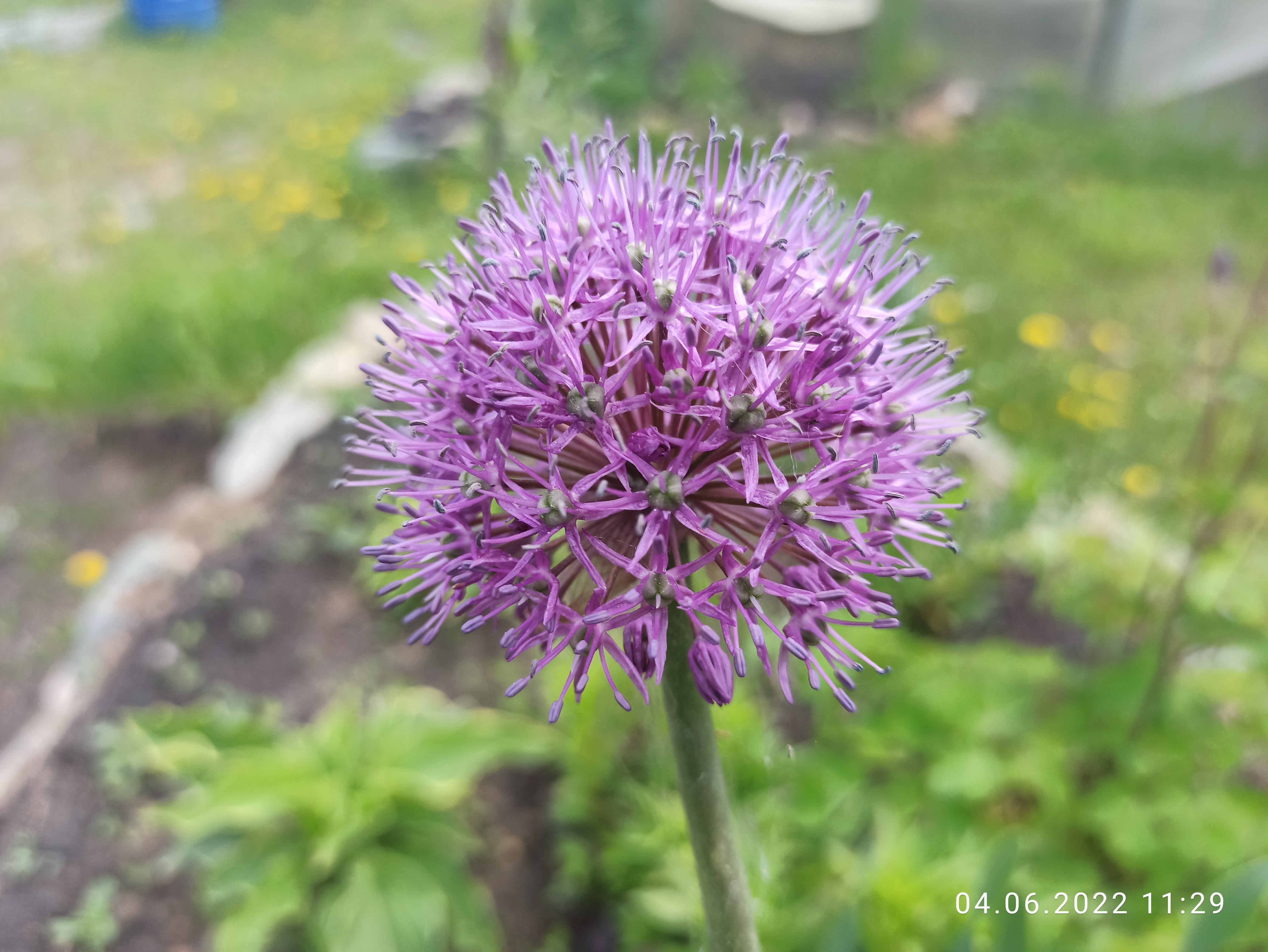
Allium suworowii

Allium suworowii är en amaryllisväxtart som beskrevs av Eduard August von Regel. Allium suworowii ingår i släktet lökar, och familjen amaryllisväxter. Inga underarter finns listade i Catalogue of Life.